# 18907 Kevinclaytor
18907 Kevinclaytor è un asteroide della fascia principale. Scoperto nel 2000, presenta un'orbita caratterizzata da un semiasse maggiore pari a 2,4036567 UA e da un'eccentricità di 0,1362718, inclinata di 6,24670° rispetto all'eclittica.